# Teoria symbolicznej konwergencji
Teoria symbolicznej konwergencji (SCT) – ogólna teoria komunikacji, która wyjaśnia zjawisko pojawiania się spójności danej grupy, składającej się ze wspólnych emocji, motywów i znaczeń. Teoria symbolicznej konwergencji formułuje opis dynamicznych tendencji związanych z systemem społecznych interakcji, które sprawiają, że praktyki i formy komunikacji ewoluują. Ta teoria pozwala teoretykom i praktykom przewidzieć, co się stanie i wyjaśnić, co się już stało. Jedyną rzeczą, której teoria symbolicznej konwergencji nie pozwala przewidzieć i kontrolować, jest komunikacja międzyludzka. 
Dramatyzowanie lub opowiadanie fantastycznych historii to znaczące typy komunikacji związane z SCT, wspierają one wyżej wspomnianą spójność grupy. SCT wyjaśnia, że znaczenia, emocje, wartości i motywy zachowania są odbierane przez ludzi w odpowiednim kontekście opartym na ich wspólnych doświadczeniach. To rozwija ludzką tendencję do rozumienia zdarzeń w powiązaniu z ludźmi, którzy w tych wydarzeniach uczestniczą, którzy mają pewne cechy osobowości i motywacje oraz wizję tego, jak te wydarzenia powinny się rozwijać. SCT została pierwszy raz zaproponowana przez Ernesta Bormanna w Quarterly Journal of Speech w 1972 r.
Symboliczna konwergencja jest nieodłącznym atrybutem teorii, która dotyczy ludzkiej tendencji do kojarzenia sensu znaków i obiektów w celu ich zrozumienia. Proces symbolicznej konwergencji przypomina empatyczną komunikację.
SCT ma trzyczęściową budowę:
1. Wyjaśnienie powtarzających się form komunikacji biorących udział we wspólnej świadomości grupy
2. Zobrazowanie, dlaczego świadomość grupy powstaje, rozrasta się i jest podtrzymywana
3. Wyjaśnienie procesu, jak dana osoba zaczyna  (lub przestaje) dzielić wspólną symboliczną rzeczywistość

## Anatomia SCT

### Podstawowe koncepcje

#### Motywy fantastyczne
Motywy fantastyczne są używane do tworzenia retorycznych wizji lub dramatycznych wiadomości przyjętych przez całą grupę. Ich interpretacja jest realizowana poprzez komunikację w grupie. SCT nie skupia się na szukaniu prawdy, dotyczy raczej reakcji grupy na przekazywaną im fantazję. Motywy fantastyczne istnieją w postaci słowa, frazy, komunikatu, który podejmuje próbę zdefiniowania przeszłych wydarzeń, przewidzenia przyszłych lub zobrazowania teraźniejszych. Zazwyczaj te fantazje wywołują reakcję łańcuchową w grupie, gdzie przyczyniają się coraz bardziej do spontanicznej rozmowy lub fantazjowania. Bormann zauważa, że te fantastyczne motywy wypełniają psychologiczną lub retoryczną potrzebę kreatywnego myślenia i pozwalają na interpretację zdarzeń. Analiza motywów fantastycznych jest humanistyczną metodą retorycznej krytyki. 
Motywy fantastyczne są podzielone na trzy następujące rodzaje:
1. Motywy tła (setting themes) – obrazują, gdzie akcja ma miejsce i gdzie postaci grają swoje role
2. Motywy postaci (character themes) – opisują aktorów w dramacie, przypisują im pewne im pewne cechy i motywy, co oznacza, że mają oni pewne cechy
3. Motywy zachowania (action themes) lub linie fabuły powiązane z akcją dramatu

#### Symbole-sygnały
Symbol-sygnał to słowo, fraza, slogan, niewerbalny znak lub gest, który powoduje zapoczątkowanie poprzednio wspomnianych reakcji łańcuchowych dzielenia fantazji i emocji. Przykładem symbolicznego sygnału może być naklejka na zderzaku, która wprowadza obserwatora do większej dzielonej z innymi rzeczywistości. Symboliczne sygnały mogą także zwiększyć spójność grupy. 

#### Fantastyczne wzorce
Fantastyczny wzorzec jest to rozpowszechniony fantastyczny motyw pojawiający się w wielu retorycznych wizjach. Poprzez dostarczanie znanych odniesień pomagają one w nadawaniu sensu nowym zjawiskom. 

#### Saga
Saga jest to powtarzana opowieść o osiągnięciach i wydarzeniach z życia jednostki, grupy, organizacji a nawet narodu, budująca jej tożsamość. Na przykład, amerykańska saga zawiera motywy the spirit of entrepreneurship („ducha przedsiębiorczości”) i the power of the ballot box (“moc urny wyborczej”). Teoretycy symbolicznej konwergencji utrzymują, że Związek Radziecki miał problemy z utrzymaniem spójności piętnastu republik z powodu słabnięcia komunistycznej retorycznej wizji i słabnących sag. 

### Koncepcje konstrukcyjne

#### Retoryczna wizja
Retoryczna wizja - spójna dramatyczna wizja lub opowieść, która jednoczy ludzi we wspólnej symbolicznej rzeczywistości i buduje tożsamość grupy.
Retoryczna wizja składa się z pięciu elementów: 
1. Osoby dramatu (dramatis personae) – aktorzy, którzy ożywiają retoryczną wizję
2. Linia fabuły (plotline) – zapewnia akcję retorycznej wizji
3. Scena (scene) – detale lokacji retorycznej wizji
4. Czynnik sankcjonujący (sanctioning agent) – sankcjonuje retoryczną wizję
5. Master analogue – odbicie głębszej struktury w retorycznej wizji

##### Master analogue
Retorycznych wizji może być nieskończenie wiele, tak jak i grup. Wszystkie wizje skłaniają się jednak ku jednemu z typów:
1. Praworządny – róbmy to prawidłowo, tak jak trzeba.
2. Społeczny – róbmy to razem.
3. Pragmatyczny – róbmy to tak, żeby mieć z tego pożytek.

### Kluczowe pojęcia

#### Wspólna świadomość grupy
Wspólna świadomość grupy musi istnieć w retorycznej społeczności, aby motywy fantastyczne mogły ulegać reakcji łańcuchowej, aby retoryczne wizje mogły zostać rozwijane, aby sagi mogły istnieć, aby symbole-sygnały miały sens. Niektóre terminy, które określają wspólną świadomość grupy, są bezsporne, kreują społeczną rzeczywistość, spotkania umysłów i empatyczną komunikację. Gdy grupa osiągnie wspólną świadomość, nie myśli dłużej jako „ja”, ale jako „my”. Gdy to się stanie, komunikacja jest napędem grupy, który pozwala jej osiągać cele. Wspólna świadomość grupy zmniejsza także niepewność, co pozwala grupie na rozwijanie jej tożsamości, która kształtuje jej kulturę. Poprzez kształtowanie własnej kultury, grupa może mieć wpływ na normy, role a nawet podejmowanie decyzji. 

#### Łącznik retorycznej wizji rzeczywistości (rhetorical vision reality link)
Rhetorical vision reality link pozwala stworzyć zdolną do życia retoryczną wizję, która opiera się na zjawiskach z namacalnymi dowodami. Brak łącznika retorycznej wizji rzeczywistości połączony z brakiem klarownej obserwacji wrażeń dostarczanych przez fakty może prowadzić do wyparcia fantazji na rzecz plotek, insynuacji, a nawet paranoi. 

#### Artyzm motywów fantastycznych
Artyzm motywów fantastycznych to retoryczna umiejętność do prezentowania sytuacji w formie, która jest atrakcyjna dla ludzi i spowoduje, że zaczną ją powielać. Poprzez prezentowanie sytuacji w atrakcyjnej formie lub pokazywanie, że rozumiesz hermetyczne historie grupy możesz uzyskać poparcie jej członków. 

## Cykl życia SCT

### Etap 1: Powstanie lub tworzenie
Dramatyczne zdarzenie lub seria zdarzeń prowadzą do niepewności oraz potrzeby opracowania retorycznego wyjaśnienia obecnego stanu rzeczywistości. W przypadku zimnej wojny powstanie fantastycznej wizji było konieczne po przemowie Stalina, która głosiła, że kapitalizm i komunizm są ze sobą sprzeczne i że wojna jest nieunikniona. W doktrynie Trumana pojawiające się pojęcia Stalinizmu (tj. komunizm vs demokracja), polityki siły (np. strategie powstrzymywania) oraz wizje świata bezpiecznego dla demokracji skrystalizowały się w nieznane jeszcze dotąd pojęcie „zimnej wojny”.

### Etap 2: Wzrost świadomości
Fantazje zaczynają działać łańcuchowo w grupie ludzi, którzy mają jakiś wspólny obszar zainteresowania. Gdy rozpoczyna się współtworzenie nowego punktu widzenia/wizji, ich życie nabiera nowego znaczenia, zmieniają się emocje oraz wzorce zachowania. Zasada masy krytycznej, kiedy retoryczna wizja rozpoczyna okres szybkiego wzrostu, jest kluczem do podnoszenia świadomości. Ponadto bardzo ważna dla tego etapu jest zasada otwarcia, która twierdzi, że kiedy planowane wydarzenia inspirują osoby do zachowania się zgodnie z kluczowymi emocjami obecnymi w retorycznej wizji, podnoszony jest ich poziom świadomości.

### Etap 3: Podtrzymywanie świadomości
Na tym etapie komunikacja jest ukierunkowana na utrzymanie zaangażowania ludzi, którzy mają wspólną retoryczną wizję. Zasada ekranowania zapewnia, że wizje często pozostają zasadniczo niezmienione przez zawartą w nich motywację do tłumienia sprzecznych wiadomości. Zasada ponownego otwarcia głosi, że wizje mogą być podtrzymywane przez ostrą krytykę walki z retoryką oraz strategiczne pozytywne dramatyzowanie, które pozwala na podtrzymanie witalności wizji. Zasada powtórzenia twierdzi, że retoryczne wizje mogą być podtrzymywane przez przekształcenie kluczowych fantastycznych motywów i typów w nowe maniery, które odpowiadają dramatycznej strukturze wizji, wraz z oprawą nowych informacji w starych retorycznych formach, by utrzymać moc wyjaśniającą.

### Etap 4: Zamieranie wizji
Sytuacje w retorycznej społeczności mogą zmieniać się tak szybko, że wizja nie jest w stanie się przyjąć. Zasada niedoboru objaśnienia twierdzi, że gdy retoryczna wizja traci swoją moc wyjaśniającą, zaczyna wygasać. Inną możliwą przyczyną zanikania wizji może być wytłumaczenie zasady eksplozji wolności słowa, w której znaczny okres cenzury powoduje potop kontr-retoryki. Na podobnych warunkach, zasada konkurencyjnych powierzchni retorycznych wizji, twierdzi, że przy otwartych kanałach komunikacji, konkurencja ze strony alternatywnych retorycznych wizji wzrasta.

### Etap 5: Wyłączenie
Koniec retorycznej wizji. Zasada szybkiej implozji twierdzi, że nieelastyczne retoryczne wizje, nie będą stopniowo zamierać, lecz implodują, gdy połączenie problemów, niemożności wyjaśnienia oraz gwałtowne zmiany sprawią, że sprzeczności motywów staną się dla wizji czymś, z czym nie będzie mogła sobie poradzić.

## Krytyka SCT
Bormann, teoretyk SCT, były profesor komunikacji na University Minnesota, twierdził, że SCT jest obiektywną teorią, ale też teorią interpretacji. SCT jest często chwalona, ale także rozważana jako nieco niezwykła z powodu tego podwójnego charakteru. 
Teoria ta jest obiektywna, ponieważ skupia się na dzieleniu grupowych fantazji, które tworzą symboliczną konwergencję uważaną za uniwersalną zasadę, która daje prawdziwy wynik dla wszystkich ludzi niezależnie od czasu, kultury i kontekstu. Poniżej znajdują się cztery testy, które sprawdzają charakter SCT. 
1. Dobra obiektywna teoria wyjaśnia, co się dzieje i dlaczego tak się dzieje. Teoria SCT daje wyjaśnienie, co i w jaki sposób nadaje sens dyskusjom w grupie. Może się to okazać użyteczne, by nadać sens chaotycznym dyskusjom w grupie, gdy jej członkowie się przekrzykują lub biorą udział w potyczkach słownych. Jednakże, James Olufowote, profesor komunikacji na Boston College, nie wierzy, że wyjaśnienie Bormanna jest wystarczające. W krytyce, mającej na celu usprawnienie teorii, twierdzi, że „SCT nie wyjaśnia wystarczająco, dlaczego ludzie mają predyspozycje do dramatyzowania rzeczywistości i dzielenia fantazji na pierwszym miejscu.” Chociaż SCT odpiera część tej krytyki, Bormann przyznał nieco racji profesorowi Olufowote. 
2. Dobra obiektywna teoria przewiduje, co się może stać. SCT wyraźnie spełnia tę część kwalifikującą ją jako obiektywną teorię. SCT potrafi przewidzieć, nie tylko kiedy łańcuch fantazji wybuchnie między członkami, ale także powstanie symbolicznej konwergencji. Bez tej reakcji łańcuchowej niemożliwe jest, aby w grupie powstała spójność. Wymagane jest także dzielenie fantazji. Bormann porównał SCT jako podobną do biologicznej teorii ewolucji Darwina pod tym względem. Teoria ewolucji jest w stanie wyjaśnić, dlaczego współczesny człowiek ewoluował, ale nie jest w stanie przewidzieć dalszej drogi ewolucji. SCT obejmuje świadomość grupową w czasie i dostarcza opisów dynamicznych sił, które tworzą wzory komunikacji w grupie, ale tylko po tym, jak się już pojawią.
3. Dobra teoria interpretacji podkreśla wartości ludzi. SCT uwzględnia wartości retorycznej społeczności poprzez tworzenie wspólnej płaszczyzny, spotkania umysłów i empatycznej komunikacji. Teoria ta nie wyjaśnia jednak, co się dzieje, gdy ktoś jest ignorowany, pominięty lub wykluczony z grupy.
4. Dobra teoria interpretacji oferuje nowe metody zrozumienia ludzi. SCT ma wielkie zadanie kierowania retoryczną krytyką skupiającą się na symbolicznym języku. Analiza motywów fantastycznych skupia się na retorycznych wizjach w obszarze zróżnicowanych społeczności takich jak feministyczna krytyka szukająca wzorców męskiej dominacji.
Metody określania fantastycznych motywów, typów i wizji stworzenia humanistycznego podejścia są częścią teorii interpretacji. 

## Przydatność SCT
Historie te lub fantazje mogą pomóc przedsiębiorstwom, korporacjom lub być motywami przewodnimi dla polityków. Wszystko po to, by kierować pozytywną lub negatywną opinię bezpośrednio dla tych, którzy są u władzy bądź na wyższym szczeblu. Ponieważ SCT jest ogólną teorią opierającą się na metodach nauk naturalnych, może być stosowane do wielu kultur oraz pokoleń. Zostało to wykorzystane do ujmowania komunikacyjnych procesów, utworzonych przez grupy, stosowane w celu promowania tworzenia oraz zaopatrzenia tzw. grup „świadomości”. Poniżej kilka przykładów, w jaki sposób oraz dlaczego SCT może być przydatne w codziennych sytuacjach.
Określanie awarii w komunikacji. Pytanie, które często pojawia się w ramach SCT: „Dlaczego niektóre motywy fantastyczne wywołują reakcję łańcuchową wymiany, podczas gdy inne nie?” Grupy, które mają wspólne doświadczenia oraz fantazje odnoszące się do ich obaw, będą miały udane łańcuchy fantazji, ponieważ mają więcej wspólnego i są w stanie dzielić się bardziej. Kiedy w grę wchodzą kwestie władzy, seksizmu, konfliktu ról, odrzucenia społecznego i innych drażliwych tematów, członkowie grupy unikają bezpośredniej konfrontacji z tymi tematami, gdyż są one wrażliwe oraz niepokojące. Może to budzić teoretyczne rozważania, jednak najpewniej nie będą one trwały bardzo długo.
Ocena wysiłków komunikacyjnych i perswazyjnych kampanii. Teoria ta może zapewnić wgląd w obrębie małych grup, spotkań, wykładów i przemówień, ale zapewnia większe wykorzystanie oceny wpływu w mediach. Jest to najbardziej wykorzystywane w kampaniach politycznych. W kampanii z 1976 roku, badacze uwzględnili związek pomiędzy wiadomościami płynącymi z mediów oraz tym jaki mają one wpływ na odbiorców. W badaniach tych poddawano analizie oraz przewidywano możliwe zachowania głosujących. Dzięki temu, polityczni przedstawiciele mogli dokładnie spreparować wiadomości dla różnych grup ludzi przed podaniem swoich przemówień, w taki sposób, by przyniosły jak najwięcej korzyści.
Rola świadomości. W ramach łańcuchów fantazji są trzy fazy, które je podtrzymują. Są nimi: tworzenie świadomości, wzrost świadomości oraz podtrzymywanie świadomości. W pierwszej fazie, ludzie przychodzą aby stworzyć wspólnotę wśród swojej grupy. Jeśli grupy dzielą wspólną fantazję, nastąpi wzrost świadomości. Ostatecznie, te dwie pierwsze fazy połączone razem stworzą łańcuchowe podtrzymywanie świadomości, które będzie trwać.    